# Epilampra egregia
Epilampra egregia är en kackerlacksart som beskrevs av Morgan Hebard 1926. Epilampra egregia ingår i släktet Epilampra och familjen jättekackerlackor. Inga underarter finns listade i Catalogue of Life.